# 張俊河
張 俊河（チャン・ジュナ、장준하、1918年8月27日または1915年 - 1975年8月17日）は、大韓民国の政治家、官僚、ジャーナリスト、独立運動家、社会運動家、実業家。雑誌『思想界』を創刊し、朴正煕政権下での言論面での抵抗に寄与した。日本名は張安俊河。

## 人物

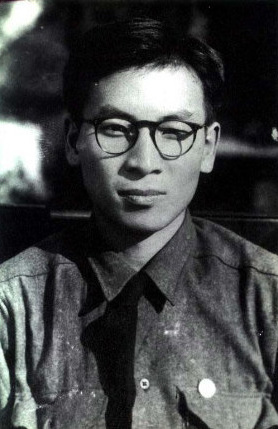
張俊河（1944年）

日本統治時代の朝鮮の平安北道朔州郡に牧師の長男として生まれる。父親が独立運動に関わっていたことから各地を転々とし、中学卒業後に日本へ留学。東洋大学予科を経て、長老派の日本神学校を卒業する。1944年1月20日に学徒出陣によって日本軍に入隊、創氏改名では「張安俊河」と名乗る。平壌駐屯の歩兵第41連隊補充隊（朝鮮第42部隊）で訓練を終えたのち2月から中国戦線に参加し、江蘇省徐州の第65師団輜重隊（専7991部隊）を経て同地の独立歩兵第58大隊（長：柄田節大佐）に配属されたが、同年7月7日に尹慶彬、洪錫勳、金永祿とともに脱走、安徽省阜陽で別の部隊から先に脱走した学徒兵の金俊燁と合流した後、中国中央軍官学校臨泉分校の朝鮮光復軍幹部訓練班に入隊し、国民政府軍へ入隊して準士官に任じられ、1945年1月31日には重慶に赴いて、大韓民国臨時政府の光復軍に加わり金九の秘書となった。同年2月以降、米軍の戦略情報局（OSS）が朝鮮人隊員に情報・通信訓練を実施し、諜報員として朝鮮本土の重要拠点に侵入させるイーグル・プロジェクト（Eagle Project）の一員として抜擢され、5月1日には京城地域投入組に配置され、情報と組織の責任を負い、同年8月4日にすべての訓練を終えた。この当時の仮名は「キム・シンチョル」であった。しかし出撃に備えていた8月10日に突如、日本のポツダム宣言受諾の報に触れることとなり、光復軍も作戦変更を余儀なくされた。8月11日に池青天を指揮官とする国内挺進軍に従軍した。8月18日に米軍輸送機C-47で西安飛行場を離陸し、汝矣島滑走路に着陸、降伏した日本軍に一定の指示を与えた後、8月20日に帰還した。
第二次大戦終結後の12月に帰国。この直前に西安で朴正煕と初めて邂逅し、日本軍の規律を光復軍に押し付けようとした朴と衝突している（張の秘書だった李轍雨の証言）。一時は金九と李承晩の提携に動くも成功せず、大韓民国政府樹立後の1947年に李範奭が設立した朝鮮民族青年団の教務処長に就任。だが間もなく職を辞し、1950年3月に教育部国民精神啓発担当官となり、1952年には教育部傘下の思想研究院に移り企画課長。その後は書務課長・事務局長を務め、朝鮮戦争後の1953年4月に思想研究院を辞し、雑誌『思想界』を創刊、ジャーナリストとしての活動を始めた。
李承晩政権が独裁的な色彩を濃くしていくと『思想界』も政権批判の色を濃くし、1958年には掲載記事をめぐって一時拘束を受けた。1960年の四月革命で李承晩政権が倒れると、張勉首相によって国土建設団企画部長ついで国土建設団長となる。その傍ら、ユネスコ韓国委員会の中央執行委員にも選出され、ユネスコ広報分科委員長も務めている。
5・16軍事クーデターでは『思想界』で「ピークに達した国政の混乱、慢性化した腐敗、麻痺状態に陥った社会的規律など、未曾有の危機から民族的活路を打開するための最後の手段」と一旦は支持する声明を掲載したものの、その後の軍政永続化・朴正煕政権の独裁化から批判に転じる。1965年の日韓基本条約締結の際は、反対運動の中心的人物として活動し、1966年に大統領の名誉毀損の疑いで検挙され、服役した。1967年の第7代総選挙で獄中から出馬・当選し、新民党の国会議員として政治活動も開始した。
1970年には『思想界』の5月号に金芝河の詩「五賊」を掲載し、これが原因で『思想界』は強制的に廃刊となる。1972年の十月維新以降は、民主化運動に身を投じる様になり、1973年には「改憲請願百万人署名運動」を行い9回にも渡って投獄、1974年4月の民青学連事件では緊急措置1号違反の容疑で、懲役15年を宣告されたものの同年12月に体調不良により刑の執行が停止され、釈放される。
釈放後は、以前にも増して精力的に民主化運動に尽力したが、1975年8月17日に京畿道抱川の薬師峰で登山をしている最中に、謎の死を遂げた。遺体は、耳の後ろにピッケルが打ち込まれたような大きな傷があり、高い絶壁から墜落した形で発見され、他殺説が浮上したが、警察は転落死と発表した。遺体は京畿道坡州のナザレ公園に埋葬され、1991年に大韓民国建国勲章愛国章（勲四等）を追贈されている。2012年8月、京畿道坡州に「張俊河公園」ができ、前年の豪雨で崩壊した墓から張の遺骨はこちらに移葬された。
2013年1月10日、張俊河の息子の張豪権が求めていた再審請求に基づいて緊急措置1号違反事件についての再審開始が決定。同月24日にソウル地方法院で行われた再審公判で緊急措置1号は違憲・無効であるとして無罪を言い渡された。
無罪判決以降、遺族たちは国家賠償訴訟を起こした。2020年5月、ソウル中央地方法院は緊急措置1号違反事件で拘束された張の遺族に国家として賠償する必要だという判決を下したが、韓国政府（当時は文在寅政権）は裁判所の判決に不服があるとして控訴したため、一部から不満の声が上がった。最終的に2022年11月に政府は上告を放棄し、張の遺族に約7億8千万ウォンを賠償することになった。
なお、遺骨の移葬に伴い骨の検視が可能になったため、2012年以降に張の死が他殺か事故死かについての論争が再燃した。頭蓋骨骨折後に墜落したという他殺説と主張する法医学者もいれば、大韓法医学会は墜落による頭蓋骨骨折で死去したと発表した。特に神経外科医出身の国会議長の鄭義和（元ハンナラ党所属）は「多くの頭蓋骨損傷の患者を治療した経験から、遺骨を見た瞬間に他殺だと思いついた」などの他殺説を支持する主張を何度も表明した。また、遺族側も他の部位の骨折が少ないことから、他殺説を主張している。

## 親族
5人の子女がいる。長男の張豪権は父親の運動が原因で迫害を受けた後、27年間マレーシア・シンガポールなどの海外で生活しており、2004年ごろに韓国に帰国し、2005年に『思想界』の復刊を目処に『インターネット思想界』を創刊したが、サイトの投資者である知人の詐欺事件に巻き込まれた。2008年の第18代総選挙ではソウル市東大門区選挙区から無所属で立候補したが落選した。『思想界』も2010年の1年間だけ復刊した後、運営難により『インターネット思想界』だけが生き残った。また、その他には済州島に嫁いだ娘や米国に移住した子女もいる。

## 著書
- 民族主義者の道

## 評価
李承晩・朴正煕の両独裁政権下において言論活動での抵抗の場を作り、その自由な社会を創り上げようとする姿勢は内外でも評価され、1962年に韓国人としては初めてマグサイサイ賞を授与されている。だが一方で、李承晩政権下では言論統制に関わる部署にいた上、5・16軍事クーデターも当初は支持する姿勢を見せるなど、その余りに政治的な姿勢には「腐敗した言論人」という批判も少なくない。

## エピソード
2007年、ハンナラ党代表の朴槿恵は張の未亡人を訪れ、朴正煕時代の弾圧行為に許しを求めた。これに対し、張の妻は「形式的なものではなくて、真摯に政治をしてください」と答えた。一方、2012年になると、張の他殺疑惑の調査に対して消極的な態度を示した大統領選挙の有力候補となった朴槿恵に対し、長男は「朴槿恵候補が朴正煕の残党と付き合う政治をすれば、他殺疑惑に対して自由ではないだろう」「朴候補は真相究明について自身の意見を出さなければならない」と批判した。
元大統領の文在寅は張俊河と独立運動家の金元鳳を尊敬する人物として挙げたことがあるが、張は自伝的エッセイである『石の枕』で金元鳳について、「（重慶時代の）金若山は、彼の独自の勢力を拡張しようとする工作をした」「金元鳳は型にはまる共産分子だ」と酷評した。